# Menaggio
De plaats Menaggio is gelegen in de Noord-Italiaanse regio Lombardije, in de provincie Como.
Menaggio is gesitueerd op de westoever van het Comomeer op de plaats waar de rivier de Sanagra uitmondt. Ten westen van de plaats ligt het Valle Menaggio waardoor de verbindingsweg naar het Zwitserse Lugano loopt. Menaggio behoort tot de meest toeristische plaatsen van het meer. Zo was het een geliefde vakantieplaats van onder meer de Britse staatsman Winston Churchill die er graag schilderde en de Nederlandse zanger Robert Long. Menaggio telt vele hotels en een lange promenade langs het meer. Het hart van Menaggio is het Piazza Garibaldi dat gelegen is tussen het meer en de kerk Santo Stefano. Deze kerk is gebouwd op een vroeg-christelijke kerk. Binnen zijn er schilderijen uit de 16e en 17e eeuw, waardevol beeldhouwwerk en moderne freco's van Sueglia en Luigi Tagliaferri.
Vanuit Menaggio vaart een veerdienst naar de plaatsen Varenna en Bellagio aan de overzijde van het meer.

## Geografie
Menaggio grenst aan de volgende gemeenten: Grandola ed Uniti, Griante, Perledo (LC), Plesio, San Siro, Tremezzina , Varenna (LC)

## Afbeeldingen

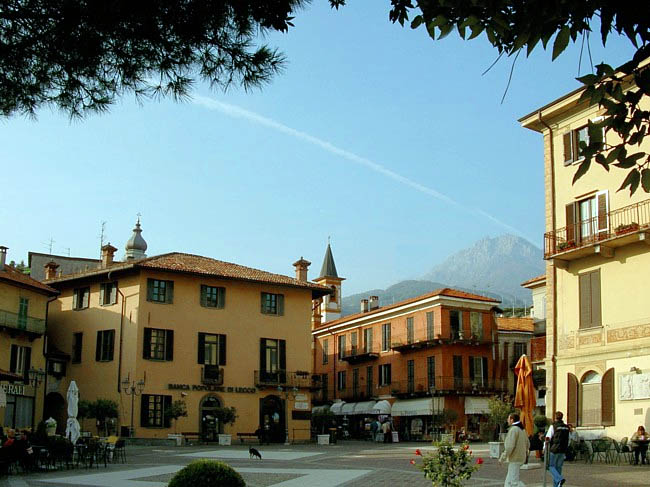
Piazza Garibaldi
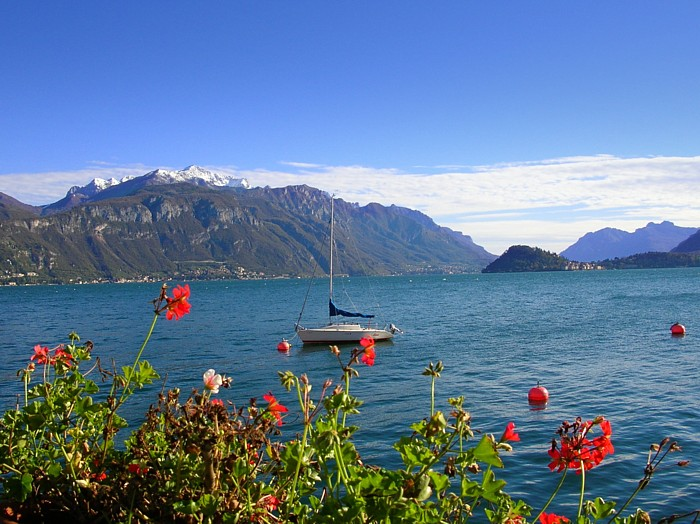
Uitzicht op Comomeer